# Gaspar Lobo de Sousa Machado e Couros
Gaspar Lobo de Sousa Machado e Couros, 1.º Visconde de Paço de Nespereira (Guimarães, Palácio dos Lobo Machado, 15 de Setembro de 1842 – Guimarães, 19 de Novembro de 1920), foi um Cavaleiro Fidalgo da Casa Real, 9.º Senhor da Casa de Santão. Filho de Rodrigo Lobo de Sousa Machado e Couros e de sua mulher Clara de Faria.
Casou a 15 de Novembro de 1863, com D. Maria Amélia Cardoso de Meneses Barreto do Amaral, nascida em 10 de Agosto de 1847, filha de João Machado Pinheiro Correia de Melo, 1.º Visconde de Pindela, e de sua mulher Maria do Carmo Cardoso de Meneses Barreto do Amaral, 14.ª Senhora do Morgado de Nespereira, descendente da Casa de Paço de Nespereira e da Casa do Proposto, em Guimarães. Era irmã do 1.º Conde de Arnoso. Pelo casamento, os Lobo Machado herdaram o Paço de Nespereira.
Do casamento entre Gaspar de Sousa Lobo Machado e Couros e Maria Amélia Cardoso de Meneses Barreto do Amaral, houve:
1. João Lobo Machado Cardoso do Amaral de Meneses, 2.º Visconde de Paço de Nespereira.
2. Rodrigo Lobo de Sousa Machado Cardoso de Meneses.
3. Pedro Lobo de Sousa Machado Cardoso de Meneses.

Foi agraciado com o título de Visconde de Paço de Nespereira a 23 de Setembro de 1886, por decreto de D. Luís I de Portugal. O título foi renovado em vida de seu pai no seu filho primogénito, João Lobo Machado Cardoso do Amaral de Meneses, 2.º Visconde de Paço de Nespereira, falecido antes daquele.